# Lonchopisthus sinuscalifornicus
Lonchopisthus sinuscalifornicus is een  straalvinnige vissensoort uit de familie van kaakvissen (Opistognathidae). De wetenschappelijke naam van de soort is voor het eerst geldig gepubliceerd in 1988 door Castro-Aguirre & Villavicencio-Garayzar.
De soort staat op de Rode Lijst van de IUCN als niet bedreigd, beoordelingsjaar 2007.